# Ricardo Vallarino
Ricardo Vallarino (1893. április 3. – 1956. november 14.) uruguayi nemzetközi labdarúgó-játékvezető.

## Pályafutása

### Nemzeti játékvezetés
Az I. Liga játékvezetőjeként 1930-ban vonult vissza.

### Nemzetközi játékvezetés
Az Uruguayi labdarúgó-szövetség Játékvezető Bizottsága (JB) terjesztette fel nemzetközi játékvezetőnek, a Nemzetközi Labdarúgó-szövetség (FIFA) 1930-tól tartotta nyilván bírói keretében. A FIFA JB központi nyelvei közül a spanyolt beszéli. Több nemzetek közötti válogatott és klubmérkőzést vezetett, vagy működő társának partbíróként segített. Az aktív nemzetközi játékvezetéstől 1930-ban  búcsúzott. Válogatott mérkőzéseinek száma: 11.

#### Labdarúgó-világbajnokság
A világbajnoki döntőkhöz vezető úton Uruguayban rendezték az I., az 1930-as labdarúgó-világbajnokságot, ahol a FIFA JB játékvezetőként alkalmazta. Pályafutása idején a FIFA JB elvárta, hogy a nem működő játékvezetők partbíróként segédkezzenek az aktív játékvezetőnek. Világbajnokságon vezetett mérkőzéseinek száma: 1 + 1 (partjelzés).

##### 1930-as labdarúgó-világbajnokság

###### Világbajnoki mérkőzés
| Időpont          | Helyszín                     | Mérkőzés típusa              | Mérkőzés         | Eredmény | Nézők száma |
| ---------------- | ---------------------------- | ---------------------------- | ---------------- | -------- | ----------- |
| 1930. július 20. | Központi Stadion, Montevideo | csoportmérkőzés (4. csoport) | Paraguay–Belgium | 1 – 0    | 12 000      |

#### Copa América
Uruguay a 2., az 1917-es Copa América, Argentína az 5., az 1921-es Copa América, Brazília a 6., az 1922-es Copa América és Argentína a 9., az 1925-ös Copa América labdarúgó tornát rendezte, ahol a Dél-amerikai Labdarúgó-szövetség (CONMEBOL) JB bíróként foglalkoztatta.

##### 1917-es Copa América

###### CONCACAF-aranykupa mérkőzés
| Időpont           | Helyszín                           | Mérkőzés típusa | Mérkőzés       | Eredmény | Nézők száma |
| ----------------- | ---------------------------------- | --------------- | -------------- | -------- | ----------- |
| 1917. október 12. | Parque Pereira Stadion, Montevideo | csoportmérkőzés | Brazília–Chile | 5 – 0    | 310 000     |

##### 1921-es Copa América

###### CONCACAF-aranykupa mérkőzés
| Időpont           | Helyszín                                | Mérkőzés típusa | Mérkőzés           | Eredmény | Nézők száma |
| ----------------- | --------------------------------------- | --------------- | ------------------ | -------- | ----------- |
| 1921. október 2.  | Sportivo Barracas Stadion, Buenos Aires | csoportmérkőzés | Argentína–Brazília | 1 – 0    | 20 000      |
| 1921. október 12. | Sportivo Barracas Stadion, Buenos Aires | csoportmérkőzés | Paraguay–Brazília  | 0 – 3    | 20 000      |
| 1921. október 16. | Sportivo Barracas Stadion, Buenos Aires | csoportmérkőzés | Argentína–Paraguay | 3 – 0    | 25 000      |

##### 1922-es Copa América

###### CONCACAF-aranykupa mérkőzés
| Időpont              | Helyszín                            | Mérkőzés típusa | Mérkőzés        | Eredmény | Nézők száma |
| -------------------- | ----------------------------------- | --------------- | --------------- | -------- | ----------- |
| 1922. szeptember 17. | Laranjeiras Stadion, Rio de Janeiro | csoportmérkőzés | Brazília–Chile  | 1 – 1    | 30 000      |
| 1922. szeptember 28. | Laranjeiras Stadion, Rio de Janeiro | csoportmérkőzés | Argentína–Chile | 4 – 0    | 2500        |

##### 1925-ös Copa América

###### CONCACAF-aranykupa mérkőzés
| Időpont            | Helyszín              | Mérkőzés típusa | Mérkőzés           | Eredmény | Nézők száma |
| ------------------ | --------------------- | --------------- | ------------------ | -------- | ----------- |
| 1925. november 29. | Stadion, Buenos Aires | csoportmérkőzés | Argentína–Paraguay | 2 – 0    | 18 000      |